# Fúcsia
Fúcsia (Fuchsia), és un gènere de plantes amb flors de la família de les onagràcies. També és el nom d'un color.

## Particularitats
Gran part de les espècies del gènere Fuchsia provenen d'Amèrica del Sud, amb només unes poques espècies de Nova Zelanda i Tahití. Gairebé totes les espècies d'aquestes plantes es coneixen amb el nom de "fúcsia", nom que prové del botànic alemany Leonhart Fuchs (1501–1566).
Es presenten en forma de mata o arbust, de 20 cm fins a 4 m d'alçada. Són molt valorades com a plantes de jardí per llurs flors decoratives i n'hi ha moltes varietats híbrides ornamentals.

## Color
El color de les flors d'aquestes plantes ha donat nom al color fúcsia, considerat també un dels matisos del magenta.

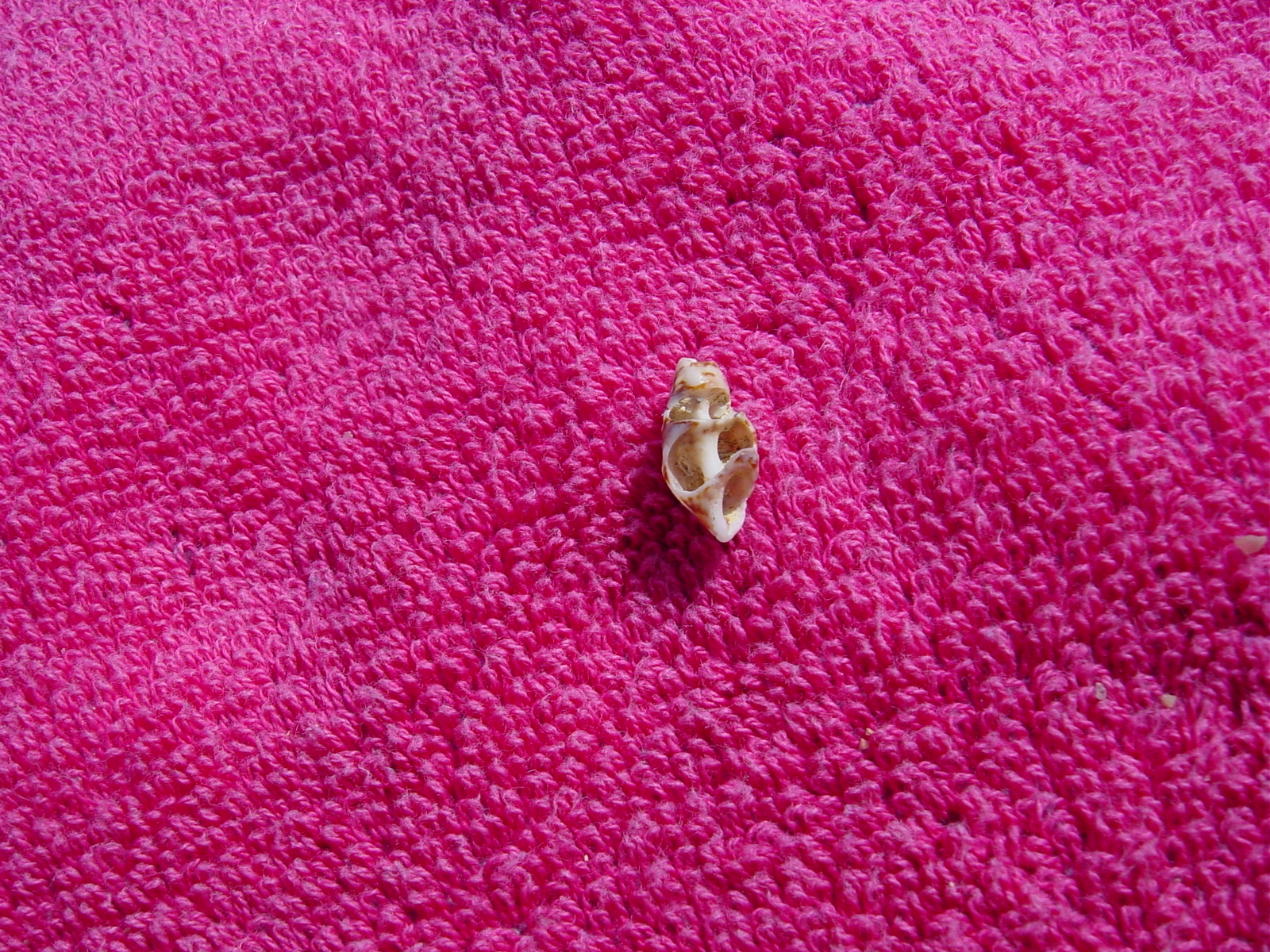
Tela de color fúcsia

## Taxonomia
El botànic Felix Munz va dividir el gènere en set seccions. N'hi ha entre 100 i 110 espècies. Les principals són:
- Fuchsia arborescens Sims - fúcsia arborescent
- Fuchsia bacillaris Lindl.
- Fuchsia boliviana Carrière
- Fuchsia coccinea
- Fuchsia corymbiflora Ruiz & Pav.
- Fuchsia denticulata
- Fuchsia excorticata (J. R. Forst. & G. Forst.) L. f.
- Fuchsia fulgens DC.
- Fuchsia integrifolia Cambess.
- Fuchsia macrophylla I. M. Johnst.
- Fuchsia magellanica Lam. - fúcsia de Magallanes
- Fuchsia microphylla Kunth
- Fuchsia molinae
- Fuchsia paniculata Lindl.
- Fuchsia parviflora Lindl.
- Fuchsia procumbens R. Cunn. ex A. Cunn.
- Fuchsia pumila hort. ex Meun.
- Fuchsia radicans Miers ex Lindl.
- Fuchsia recemosa
- Fuchsia rosea Ruiz & Pav.
- Fuchsia splendens Zucc.
- Fuchsia thymifolia Kunth
- Fuchsia triphylla L.
- Fuchsia umbrosa Benth.
- Fuchsia x hybrida

## Galeria d'imatges

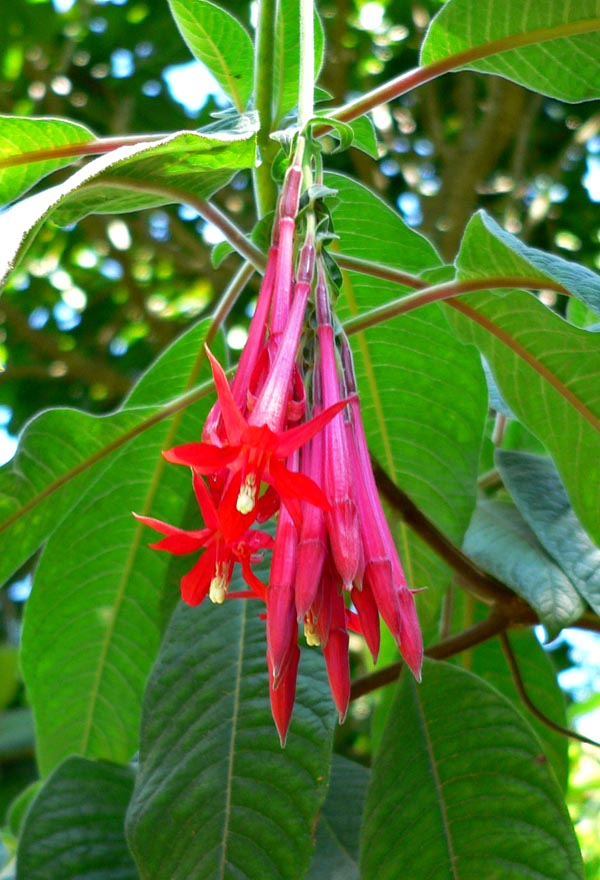
Fuchsia boliviana
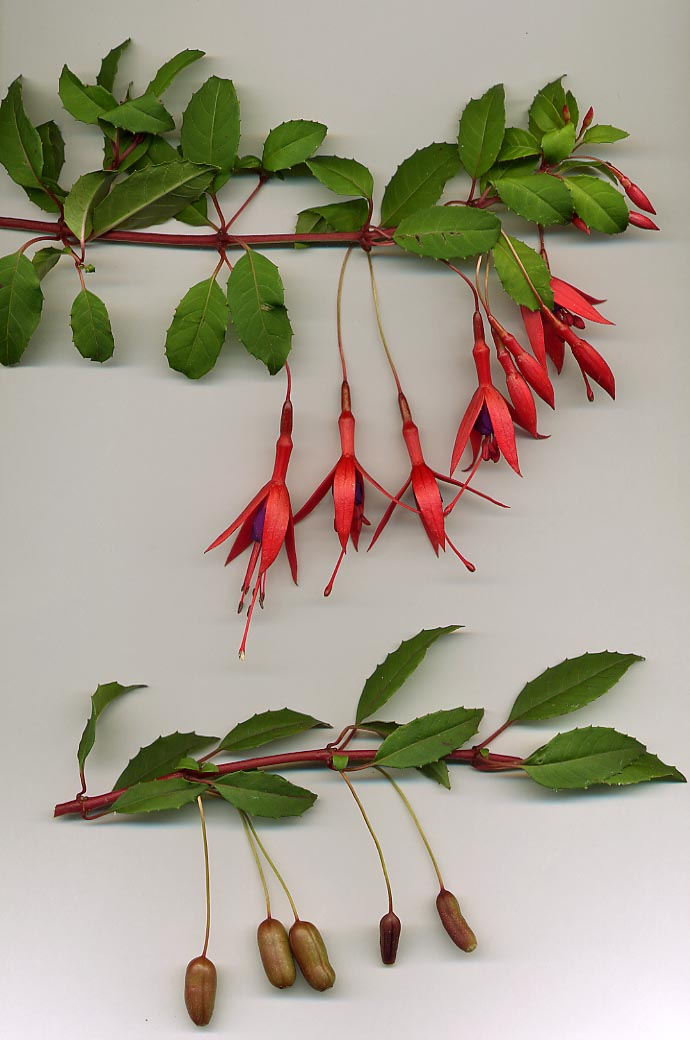
Fuchsia magellanica; flors i fruits
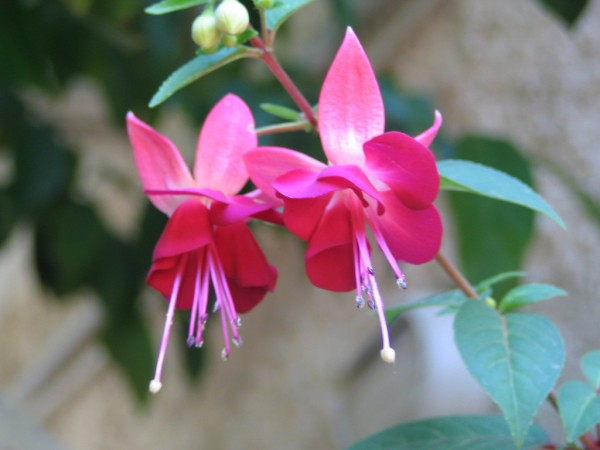
Flors
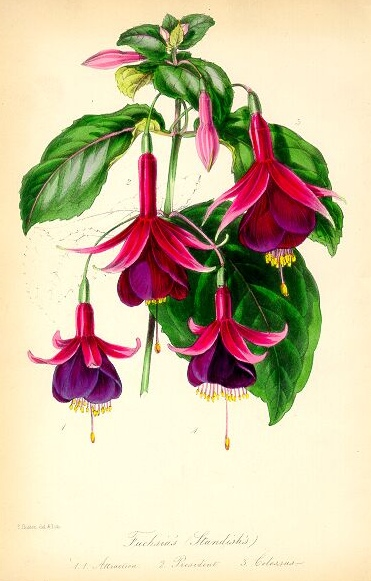
Antiga làmina
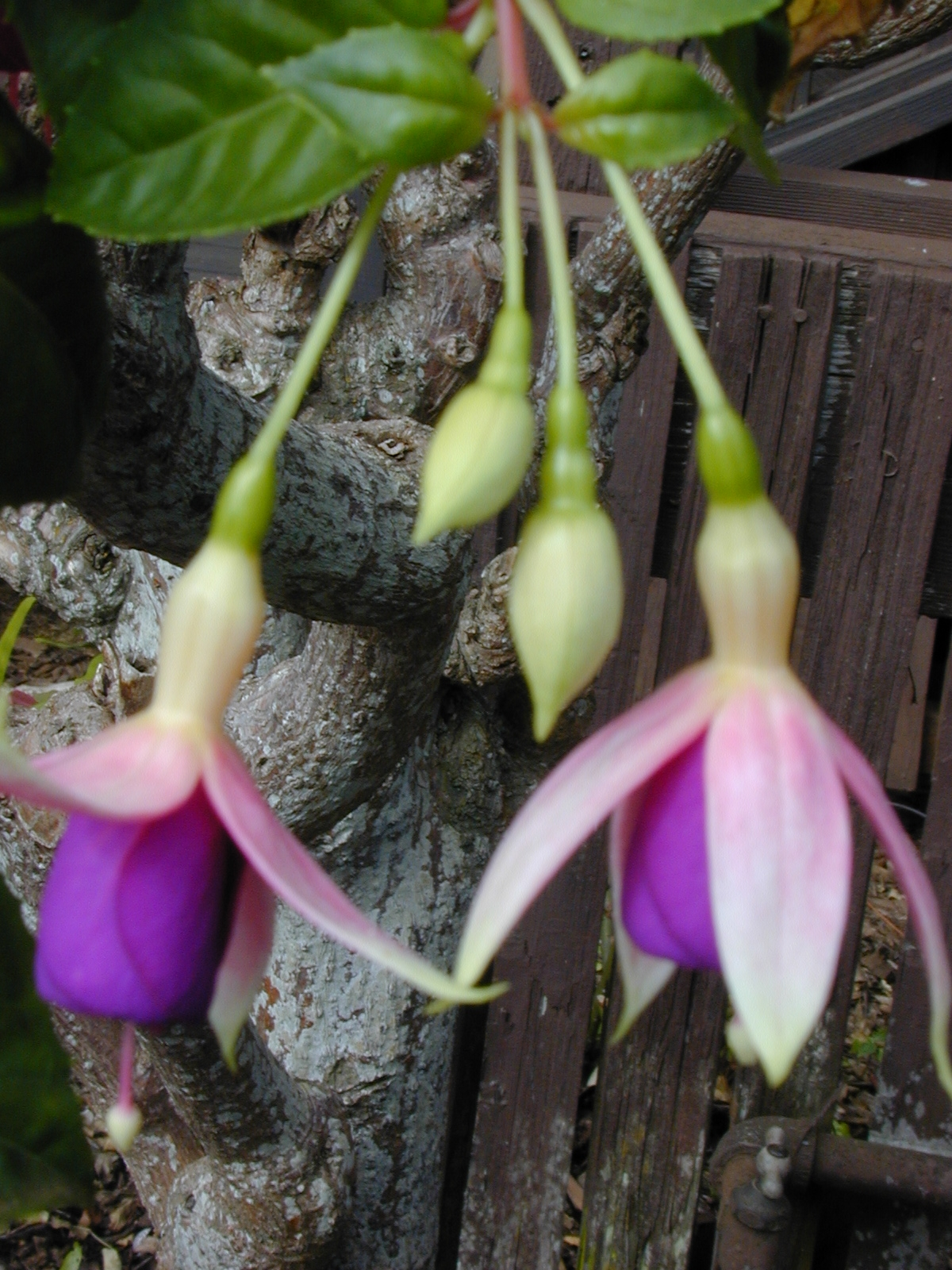
Fuchsia x hybrida
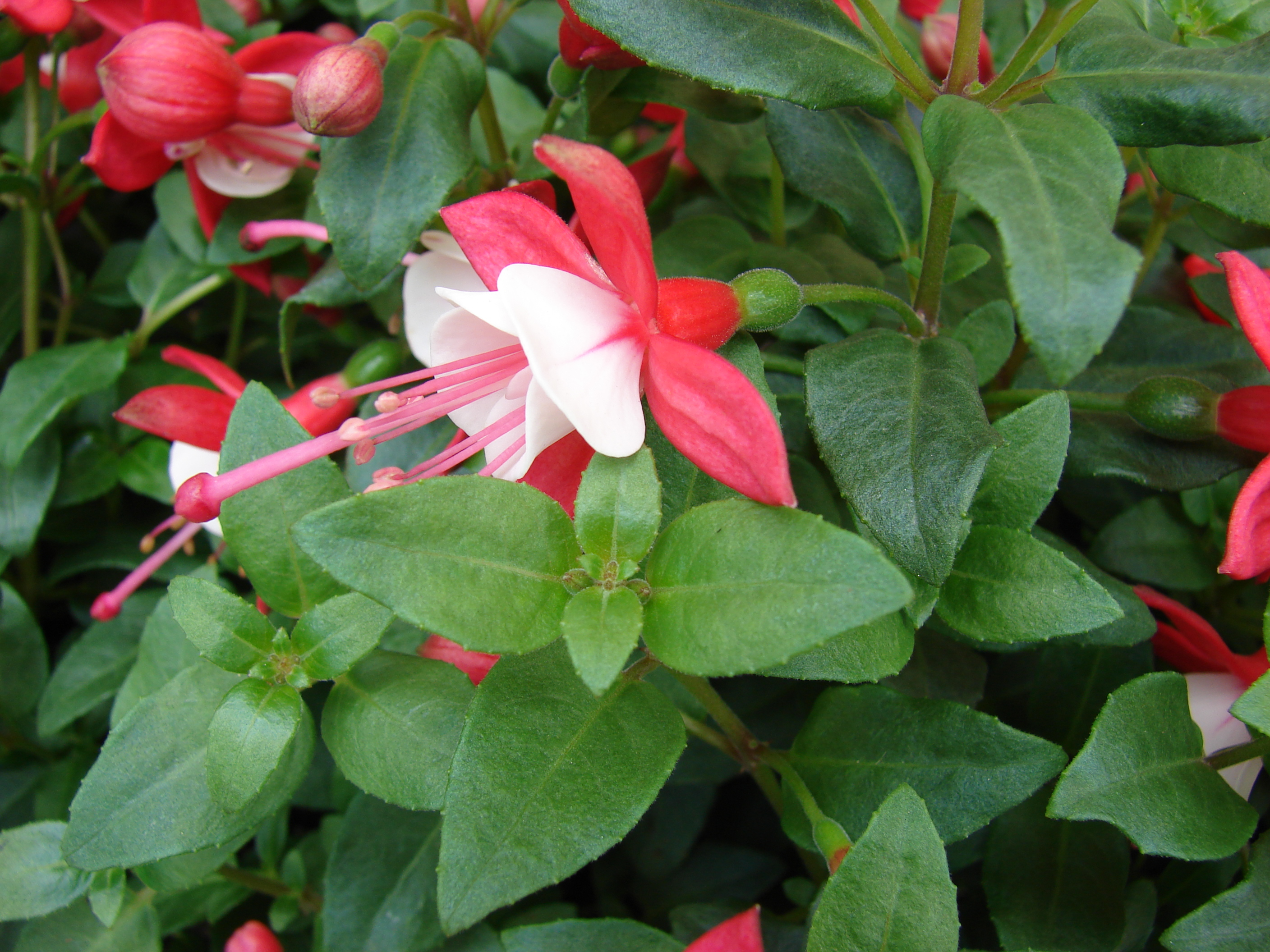
Fuchsia x hybrida
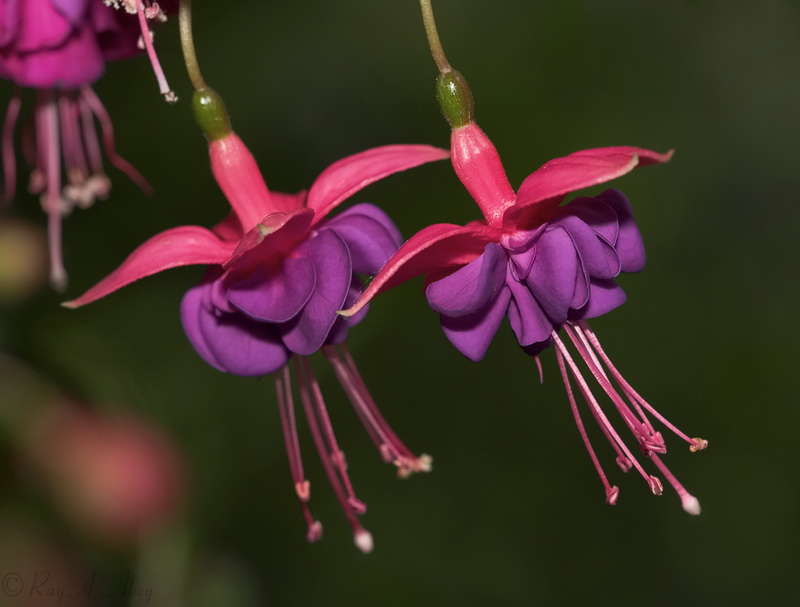
Flors
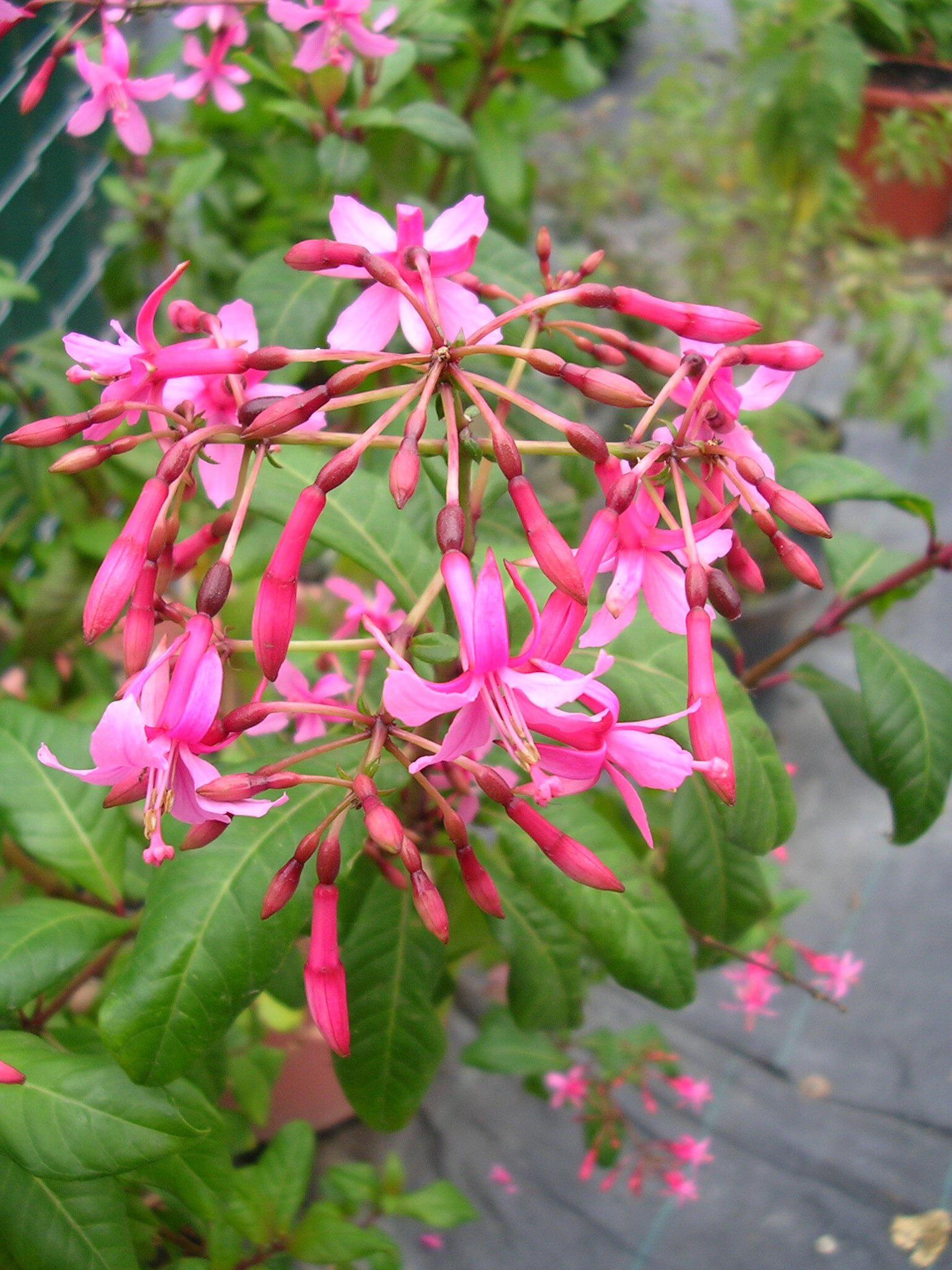
Fúcsia arborescent (Fuchsia arborescens)